# Rindelmyrtjärnen
Rindelmyrtjärnen är en sjö i Älvsbyns kommun i Norrbotten och ingår i Piteälvens huvudavrinningsområde.